# Чемпіонат світу з трекових велоперегонів 1971
Чемпіонат світу з трекових велоперегонів 1971 проходив з 25 по 31 серпня 1971 року в місті Варезе, Італія. Усього на чемпіонаті розіграли 11 комплектів нагород — 9 у чоловіків та 2 у жінок.

## Медалісти

### Чоловіки
Професіонали
| Дисципліна                         | Золото        | Срібло            | Бронза            |
| Спринт                             | Лейн Лувесейн | Роберт Ван Ланкер | Джордано Турріні  |
| Індивідуальна гонка переслідування | Дірк Барт     | Шарль Ґроскос     | Х'ю Портер        |
| Гонка за лідером                   | Тео Вершойрен | Якоб Аудкерк      | Доменіко Де Лілло |

Аматори
| Дисципліна                         | Золото                                                                  | Срібло                                                       | Бронза                                                   |
| Спринт                             | Даніель Морелон                                                         | Сергій Кравцов                                               | Іван Кучірек                                             |
| Гіт на 1000 м                      | Едуард Рапп                                                             | Педер Педерсен                                               | П'єр Трентен                                             |
| Індивідуальна гонка переслідування | Мартін Еміліо Родрігес                                                  | Йозеф Фукс                                                   | Джакомо Баззан                                           |
| Командна гонка переслідування      | Італія П'єтро Алджері Джакомо Баззан Джорджіо Морб'ято Лучано Борґононі | НДР Томас Гашке Хайнц Ріхтер Герберт Ріхтер Уве Унтервальдер | ФРН Гюнтер Гарітц Удо Гемпель Пітер Вонгоф Юрген Коломбо |
| Спринт на тандемах                 | НДР Ганс-Юрген Ґешк Вернер Отто                                         | ФРН Юрген Барт Райнер Мюллер                                 | Франція П'єр Трентен Даніель Морелон                     |
| Гонка за лідером                   | Хорст Ґнас                                                              | Райнер Подлеш                                                | Габі Міннебоо                                            |

### Жінки
| Дисципліна                         | Золото           | Срібло               | Бронза       |
| Спринт                             | Галина Царьова   | Галина Єрмолаєва     | Іва Заїчкова |
| Індивідуальна гонка переслідування | Тамара Гаркушина | Кеті ван Оостен-Гахе | Іва Заїчкова |

## Загальний медальний залік
| Місце  | Країна          | Золото | Срібло | Бронза | Загалом |
| ------ | --------------- | ------ | ------ | ------ | ------- |
| 1      | СРСР            | 3      | 2      |        | 5       |
| 2      | Бельгія         | 2      | 1      |        | 3       |
| 3      | ФРН             | 1      | 2      | 1      | 4       |
| 3      | Нідерланди      | 1      | 2      | 1      | 4       |
| 5      | Франція         | 1      | 1      | 2      | 4       |
| 6      | НДР             | 1      | 1      |        | 2       |
| 7      | Італія          | 1      |        | 3      | 4       |
| 8      | Колумбія        | 1      |        |        | 1       |
| 9      | Данія           |        | 1      |        | 1       |
| 9      | Швейцарія       |        | 1      |        | 1       |
| 11     | Чехословаччина  |        |        | 3      | 3       |
| 12     | Велика Британія |        |        | 1      | 1       |
| Всього | Всього          | 11     | 11     | 11     | 33      |